# Julian Onderdonk
Julian Onderdonk (ur. 30 lipca 1882 w San Antonio, Stany Zjednoczone, zm. 27 października 1922 tamże) – amerykański malarz impresjonistyczny, najbardziej znany z obrazów przedstawiających łubin teksański (ang. bluebonnet, łac. lupinus texensis) rosnący na terenie południowego Teksasu.

## Życiorys

### Wczesny okres
Robert Julian Onderdonk urodził się jako syn malarza Roberta Jenkinsa Onderdonka i Emily Wesley Gould Onderdonk. Para miała jeszcze dwoje dzieci: Eleanor Rogers Onderdonk (1884–1964) i Latrobe Henry Onderdonk (1887–1957). Młody Julian wychowywał się w otoczeniu obrazów, rysunków i książek artystycznych, które wywarły wpływ na jego dalszą drogę życiową. Pierwszym jego nauczycielem był ojciec, znany malarz, który, zanim osiedlił się w Teksasie w 1879 roku, studiował w National Academy of Design i był jednym z pierwszych studentów Art Students League of New York. W wieku 14 lat Julian Onderdonk sporządził swoje pierwsze szkice. Kiedy w 1898 roku opuścił rodzinny dom, aby uczyć się w West Texas Military Academy, ojciec krytykował listownie ówczesne prace syna. Kiedy w 1899 roku Julian Olderdonk ukończył szkołę, jego technika była już lepsza. W 1901 roku, za zgodą ojca i przy pomocy przedsiębiorcy G. Bedella Moore'a wyjechał do Nowego Jorku, aby studiować sztukę. Wśród jego wykładowców byli Kenyon Cox, William Merritt Chase i Frank DuMond. W czerwcu 1902 roku Onderdonk ożenił się z Gertrude Shipman. Mieli dwoje dzieci: Adrienne (ur. 1903) i Roberta Reida (ur. 1909). Nie licząc wieczorowego kursu pod kierunkiem Roberta Henriego Onderdonk zaczął malować, aby utrzymać siebie i rodzinę. Zakres jego malarskich motywów rozciągał się od scenerii nowojorskich parków i ulic do półwiejskich pejzaży Long Island i Staten Island, gdzie mieszkał. Onderdonk wkrótce popadł w kłopoty finansowe, przewidywane przez ojca. Mimo że jego umiejętności zostały docenione, zarabiał niewiele. W 1906 roku otrzymał płatne stanowisko organizatora wystawy sztuki Dallas State Fair, zajmując się tym sezonowo przez następne lata.

### Okres dojrzały
W 1909 roku powrócił do San Antonio rozpoczynając najlepszy okres w swojej karierze. Malował scenerie ze swoich rodzinnych stron. W 1911 roku, dwa lata po powrocie do San Antonio Onderdonk namalował Wiosenny poranek (w zbiorach Daughters of the Republic of Texas Library), pejzaż przedstawiający dwie charakterystyczne dla Teksasu rośliny: kaktusy i łubin teksański. Chociaż kaktusy malował już przedtem, to Wiosenny poranek był jego pierwszym znaczącym dziełem przedstawiającym stonowane, niebieskie kwiaty łubinu. Onderdonk tak skomentował swój nowy motyw: „lubię ten niebieski łubin, ponieważ pole z tym teksańskim kwiatem wydaje się właśnie eksplodować z ziemi, delikatnie drżąc, co jest bardzo piękne”. Po 1911 roku niebieski łubin pojawiał się bardzo często w jego obrazach wywołując u zachwyconych widzów wzruszenie, ponieważ niebieski łubin jest symbolem stanu Teksas; z drugiej strony pozwalał Onderdonkowi na zaprezentowanie swoje umiejętności malarza i kolorysty. W ostatnich latach swojego życia Onderdonk był coraz bardziej pochłonięty pracą dla Texas State Fair Association. Czasem wspominał w listach do przyjaciół, iż praca na targach stanowych zabiera mu zbyt dużo czasu, nie pozwalając na malowanie. Pomimo to pracę tę traktował bardzo poważnie. Zabiegał o wygospodarowanie większej przestrzeni na targach dla ekspzycji prac teksańskich malarzy. Ponadto jego dobór prac na targi często wyznaczał trend kolekcjonerski nowo utworzonych zbiorów amerykańskich w stanowym muzeum. W październiku 1922 roku po podróży z San Antonio do Dallas Onderdonk nagle zachorował i musiał być przyjęty do szpitala. Zmarł w następstwie operacji niedrożności jelit.
Onderdonk zmarł u szczytu powodzenia, kiedy jego obrazy przynosiły mu lukratywne dochody. Jego ostatnie obrazy, Świt na wzgórzach i Jesienny gobelin zostały pokazane w 1922 roku na wystawie w National Academy of Design.
W kilka lat po śmierci artysty otwarto w San Antonio Witte Museum, które stało się znaczącym repozytorium sztuki dawnego Teksasu, jak również miejscem wystaw malarstwa historycznego i nowoczesnego. Pierwszym kuratorem muzeum została młodsza siostra artysty, Eleanor Onderdonk. Witte Museum jest obecnie największym repozytorium prac Onderdonka. Kiedy w 2001 roku został zaprzysiężony pochodzący z Teksasu prezydent Stanów Zjednoczonych George W. Bush, udekorował Gabinet Owalny dziełami sztuki artystów swego rodzinnego stanu – jednym obrazem Thomasa C. Lea III i przynajmniej trzema obrazami Juliana Onderdonka.
W 2008 roku na aukcji w salonie Christie’s obraz olejny Ścieżka przez pole łubinu (data nieznana) został sprzedany za rekordową sumę 326 500 dolarów, chociaż na aukcji wstępnej wyceniano go na 80 000 do 120 000.
Do najbardziej znanych obrazów Onderdonka należą: Świt na wzgórzach (1922), Rzeka Guadalupe koło Kerrville, Wieczorne światła, Pole łubinu teksańskiego (1912), Wiosenny poranek, Czas wiosny, Teksańska droga, Dzień wiosenny w Teksasie i Frijolita.

## Galeria obrazów

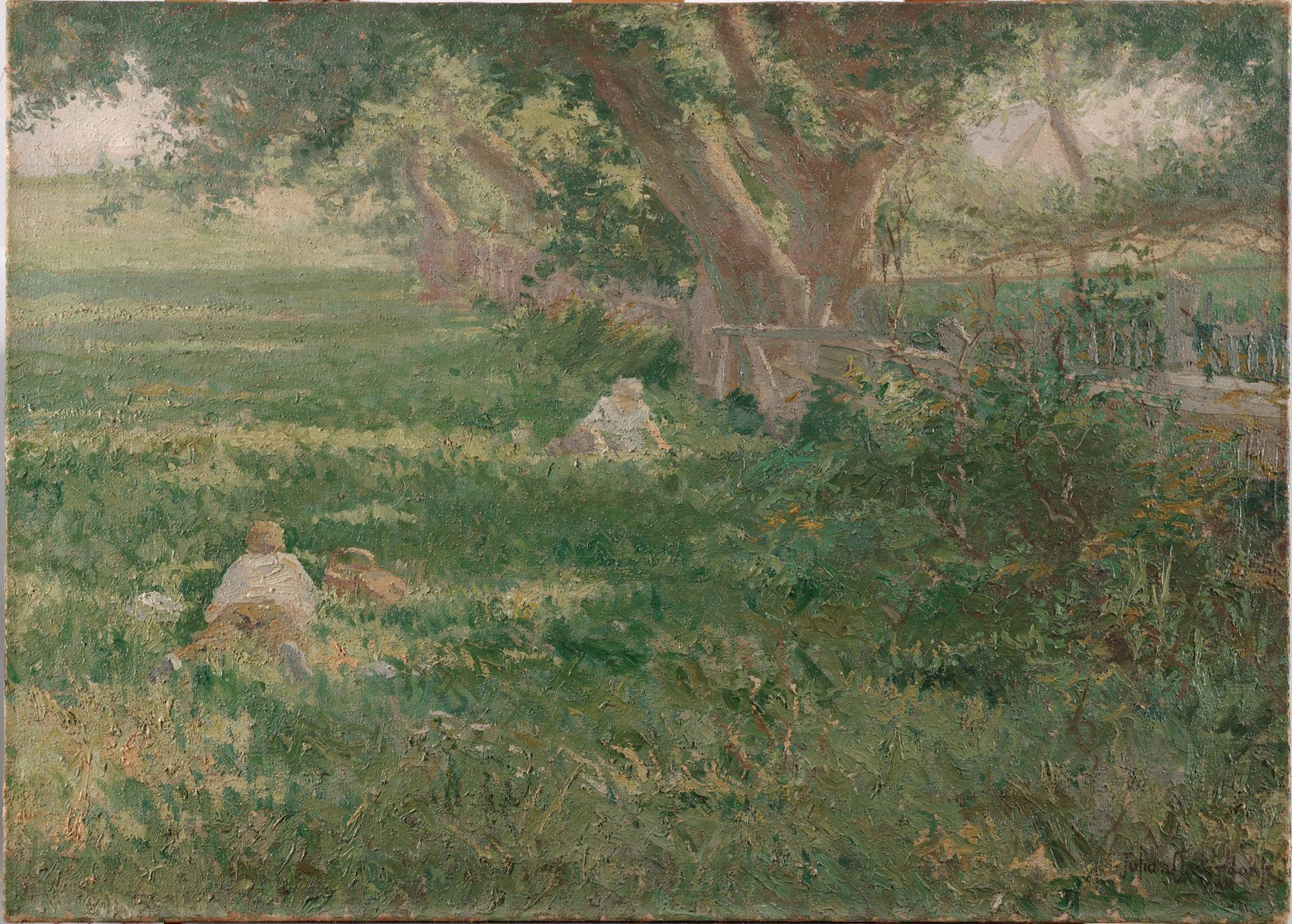
Czas wiosny, 1901, Dallas Museum of Art
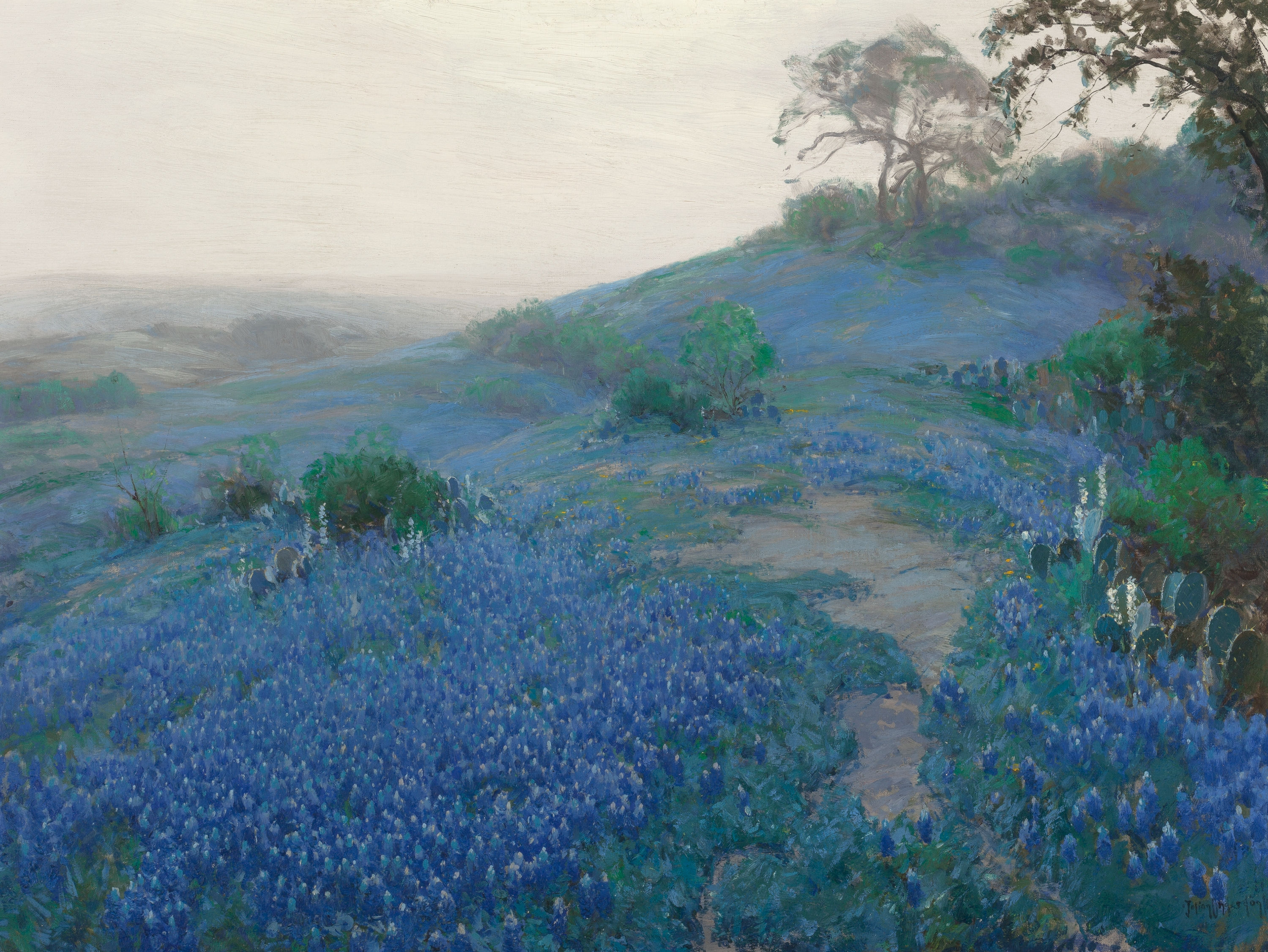
Pole łubinu, wczesny poranek, San Antonio w Teksasie, 1914
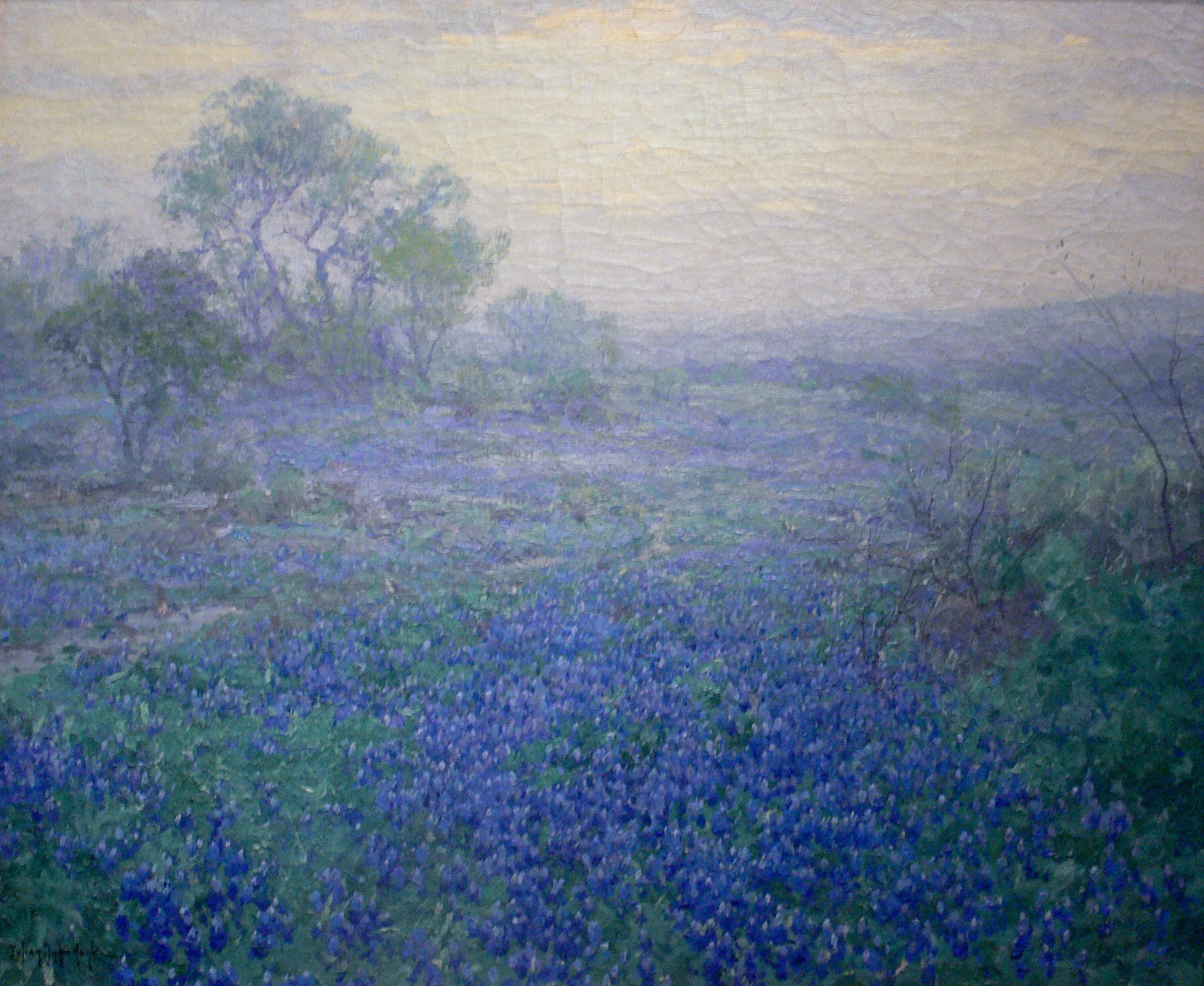
Pochmurny dzień, łubin teksański koło San Antonio, 1918, Amon Carter Museum of American Art
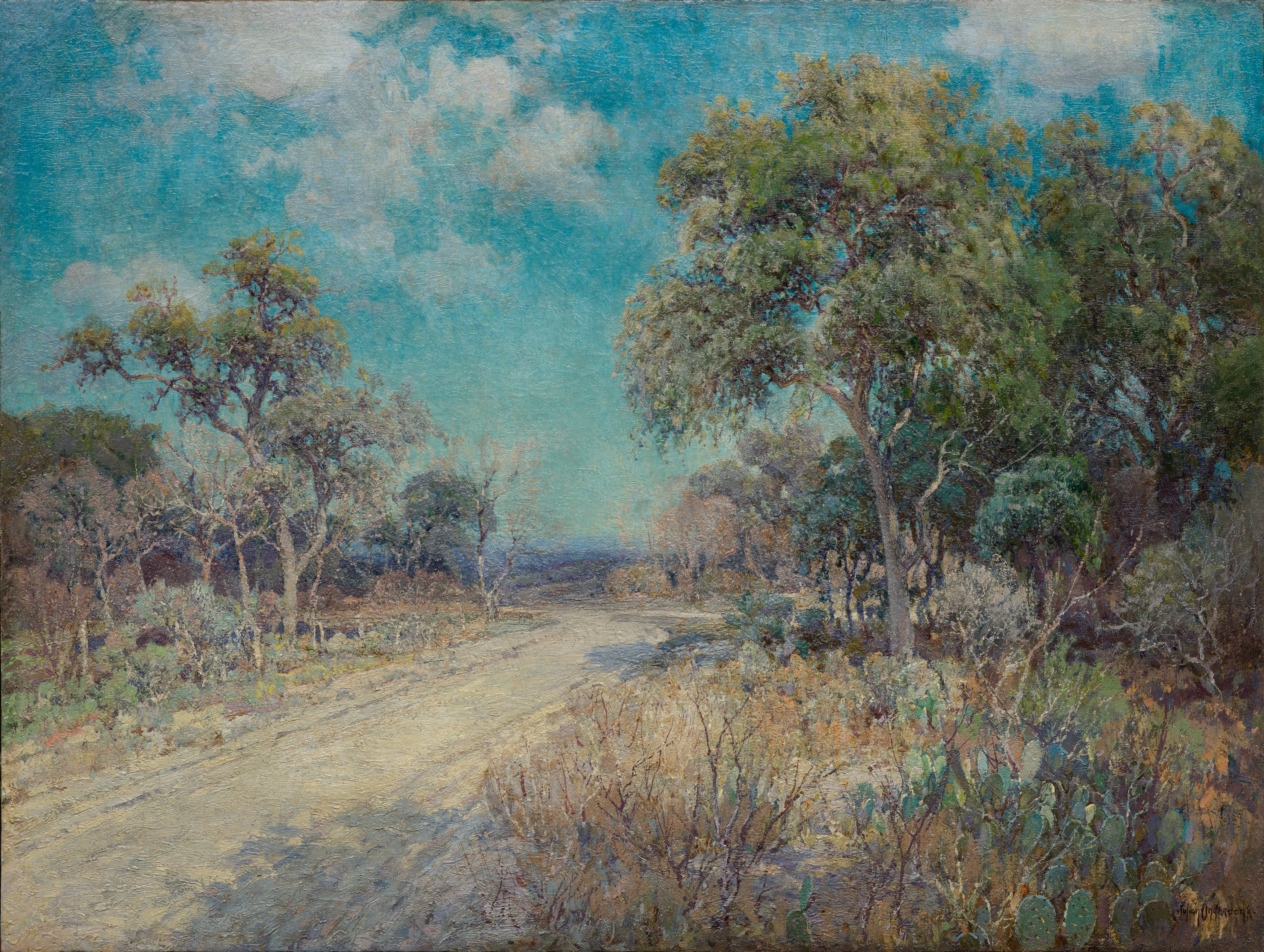
Droga na wzgórza, ok. 1918, Dallas Museum of Art
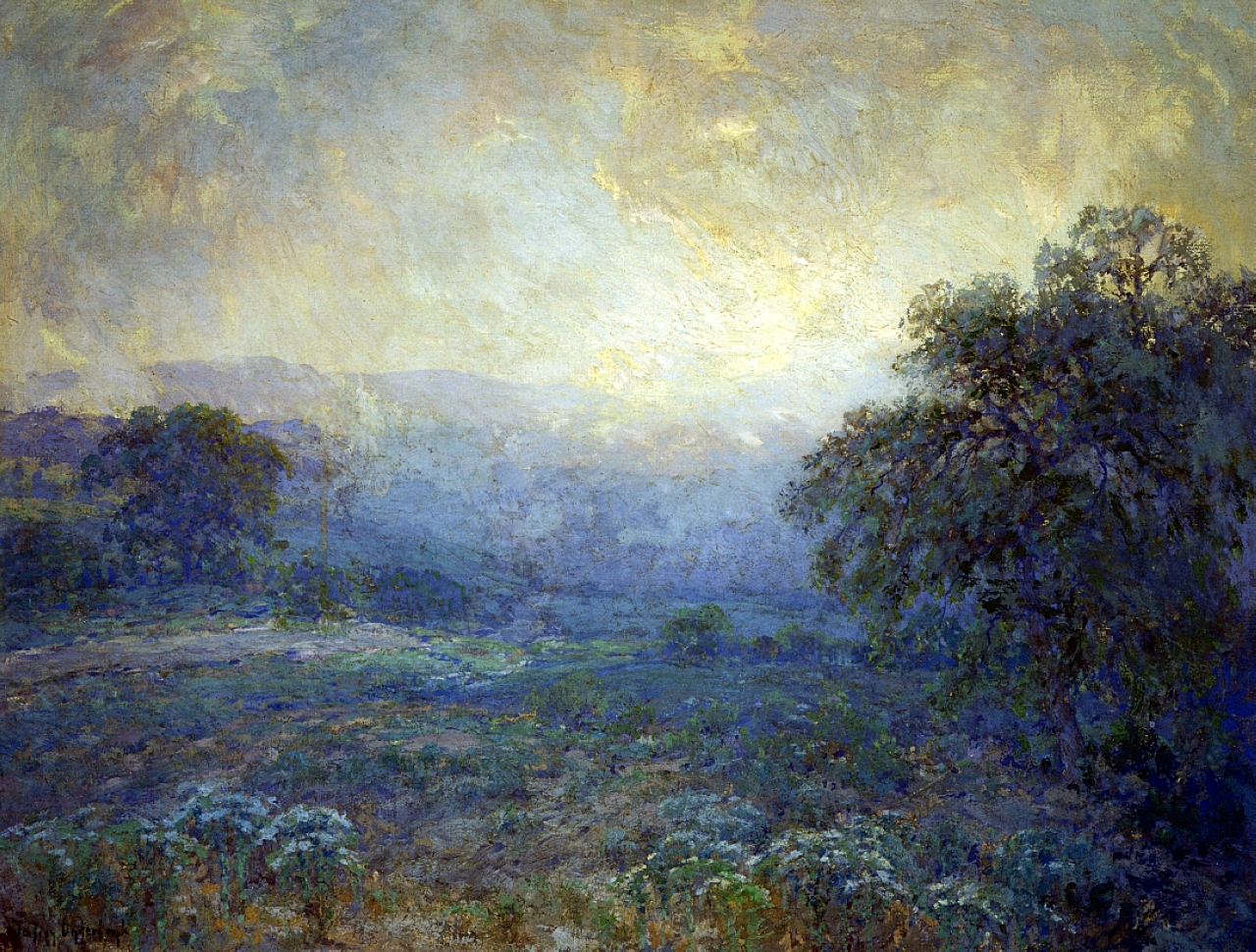
Świt na wzgórzach, 1922

## Zbiory
Prace Juliana Onderdonka znajdują się w wielu kolekcjach publicznych i prywatnych, między innymi w: Amon Carter Museum of American Art, Dallas Museum of Art, El Paso Museum of Art, Henry Art Gallery przy University of Washington, Blanton Museum of Art przy University of Texas at Austin, Lyndon Baines Johnson Library and Museum, McLean Museum, McNay Art Museum, Meadows Museum, Modern Art Museum of Fort Worth, Morris Museum of Art, Museum of Fine Arts, Houston, Museum of Texas Tech University, San Antonio Museum of Art, Smithsonian American Art Museum and the Renwick Gallery, Toledo Museum of Art i Witte Museum.